# Zethus guineensis
Zethus guineensis är en stekelart som beskrevs av Gusenleitner 2005. Zethus guineensis ingår i släktet Zethus och familjen Eumenidae. Inga underarter finns listade i Catalogue of Life.